# The Vandals (banda inglesa)
The Vandals fue una banda de rock inglesa, oriunda de Basildon, Essex, de finales de la década de 1970. Esta banda fue parte de la movida punk rock y se destacó por tener varios destacados miembros entre sus filas: la por entonces guitarrista y vocalista Alison Moyet, 'Alf' quien tiempo después formaría parte del dúo Yazoo e iniciaría posteriormente una larga y exitosa carrera solista; Robert Marlow, conocido como 'el guitarrista sin nombre' quien cruzaría caminos y conformaría bandas con Vince Clarke y Martin Gore por separado antes de que ambos formaran Depeche Mode, las cantantes Kim Forey y Sue Paget (Susan Ryder Paget) -quién también formó parte de "No Romance in China" con Vince Clarke y Andy Fletcher- y Simon Kirk en batería, quién más tarde fue reemplazado por John Dee, anteriormente de la banda The Machines.

Estuvieron principalmente activos en 1978 y algunas actuaciones notables fueron Leigh-on-Sea's Grand Hotel, Woodlands Youth Centre, Basildon y "Upstairs at Turkans" en el Van Gogh en Basildon. También hicieron una presentación fuera de cuadro en el 1.º Festival de Rock en Gloucester Park, Basildon en agosto de 1978.
- Datos: Q7772017